# Pham Van Dong
Pham Van Dong (em vietnamita:  Phạm Văn Đổng,  listenⓘ; 25 de outubro de 1919 - 26 de novembro de 2008) foi um general sul-vietnamita. Um nacionalista convicto e anticomunista, ele foi considerado um aliado de várias facções Việt Nam Quốc Dân Đảng (Việt Quốc), vários grupos Đại Việt, de membros de alto escalão do Việt Nam Cách Mạng Đồng Minh Hội (Việt Cách), líderes Duy Dân e Hòa Hảo.

## Infância e educação
Phạm Văn Đổng nasceu em 25 de outubro de 1919, no distrito de Quốc Oai, Sơn Tây, no Tonquim (atual Vietnã do Norte), quando o Vietnã ainda fazia parte da Indochina Francesa. Ele cresceu na aldeia de seu pai, Xuân Đỗ, no distrito de Gia Lâm (então parte da província de Bắc Ninh) e foi para a escola em Hà Nội, onde obteve o "Thành Chung" (em francês:  Diplôme d'Etudes Primaires Superieures Indochinoises, DEPSI) após sua formatura na Escola Đỗ Hữu Vị.
Gerações da família de Đổng lecionaram na Corte Imperial. O próprio Phạm Văn Đổng planejava se tornar professor, então se matriculou na École Normale d'Instituteurs. Em 1939, ele teve que se retirar, pois não tinha dinheiro para subornar um funcionário da corte, mesmo tendo sido aprovado nos exames obrigatórios. Ele então se juntou ao exército colonial francês a pedido do amigo de seu pai. Foi uma boa decisão, pois Đồng mais tarde se tornaria um dos primeiros oficiais vietnamitas a comandar soldados franceses no nível de divisão leve (Groupement Mobile). Đổng também foi um dos poucos oficiais do ARVN que foram oficiais do Exército Francês e o único oficial-general que começou sua carreira militar como soldado raso.

## Resumo da carreira

### Segunda Guerra Mundial
Cinco anos depois de se juntar ao exército como praça alistado, ele foi promovido a Oficial de Materiais do 2º Batalhão do 19º Regimento de Infantaria Colonial (Officier du Matériel, II/19e RMIC) postado em Móng Cái. Aqui, ele ganhou a confiança dos jovens Nùng, muitos dos quais ele mais tarde treinou para se tornarem oficiais competentes do ARVN.
Em 9 de março de 1945, como parte de seu golpe de estado na Indochina Francesa, as forças do Exército Imperial Japonês no Tonquim atacaram dois batalhões do 19ème RMIC em Hà Cối. Dois dias depois, o comandante do regimento, o Tenente-Coronel Charles LeCocq, foi morto em combate enquanto liderava um contra-ataque. Seu corpo teria sido deixado para trás se não fosse pelo tirailleur Hoang Duc Phung, que o recuperou com o apoio de morteiro de Đổng.
Duas semanas depois, Đổng e os remanescentes do 1er Territoire Militaire lutaram para chegar a Quảng Tây, no sul da China, onde se juntaram ao General Marcel Alessandri, que estava cooperando com o Exército Nacional Chinês do Kuomintang (KMT) na luta contra os exércitos japoneses. Lá, Đổng frequentou uma aula especial para oficiais. Durante esse período, ele fez contatos secretos com vários revolucionários vietcongues no exílio, muitos dos quais se tornariam seus bons amigos e fervorosos apoiadores ao longo de sua carreira no Vietnã do Sul. No final de 1945,
o 2º Tenente Đổng retornou ao Vietnã, onde foi designado para Vạn Hoa.

### A Primeira Guerra da Indochina
Em 1946, Đổng foi transferido para o sul, na Cochinchina, onde participou de várias operações importantes em Gò Công, Long Thành e Thành Tuy Hạ. Um ano depois, seus sucessos contra as tropas comunistas lhe renderam uma promoção a tenente. Suas habilidades na organização de redes de inteligência eventualmente lhe renderam um cargo de trabalho para o governador do Vietnã do Norte, Nghiêm Xuân Thiện, como Diretor Adjunto de Estudos (em francês:  Sous-Directeur des Études; em vietnamita:  Phó Sở Nghiên Cứu), onde se reportou ao Capitão Sylvain Trần Văn Minh.
Em 1949, o Tenente Đổng voltou ao exército como chefe do S-2 do 2e BVN (em vietnamita:  Trưởng Phòng 2 của Bộ chỉ huy TĐ2 VN). Em 1950, o Ministro da Defesa do Estado do Vietnã, Phan Huy Quát, um líder Đại Việt, pediu a Đổng que se juntasse ao Exército Nacional Vietnamita (ANV). Um ano depois, após participar da Batalha de Vĩnh Yên, ele foi nomeado Comandante da Zona Sul com sede em Nam Định.
No início de 1952, o Capitão Đổng foi nomeado comandante do 55º Batalhão Vietnamita (55e BVN) estacionado na base de fogo de Nà Sản. No final de novembro, usando três divisões experientes em batalha (308ª, 316ª e 320ª), o General Giap atacou Nà Sản com a intenção de derrotar as forças da União Francesa e tomar o controle do noroeste do Tonquim. O 55º BVN lutou bravamente contra os ataques implacáveis do inimigo. Para pôr fim à "onda humana", Đổng ordenou que seu apoio de artilharia nivelasse em grau zero e disparasse obuses carregados com projéteis de fragmentação diretamente contra as tropas inimigas. Sua decisão salvou o batalhão e lhe rendeu uma promoção a Major.
No final do ano, ele assumiu o comando do 2º Grupo Móvel (em francês:  2e Groupe Mobile, 2e GM), que participou de algumas das batalhas mais difíceis para pacificar o Delta do Rio Vermelho, especialmente na área de Ninh Bình durante a Operação Hautes Alpes em março de 1953. Em setembro de 1953, ele foi nomeado Comandante do Setor de Bùi Chu e, simultaneamente, Comandante das Forças dos Batalhões Leves e Artilharia do Vietnã do Norte. Esta última posição foi muito importante, pois ele comandava dezenove batalhões de infantaria leve (TĐKQ) e três companhias de artilharia com a missão de pacificar uma zona militar que abrangia sete províncias.
Antes de assumir o comando de Bùi Chu, Đổng participou da Operação Tarentaise para retomar áreas sob o controle do Việt Minh. Em outubro de 1953, ele comandou a Operação Lê Lợi para atacar as fortalezas inimigas na área. A operação foi bem-sucedida, embora o custo tenha sido alto: um dos batalhões leves de Đổng em Quần Phương Hạ foi completamente destruído pelos regimentos independentes, mais experientes, do Việt Minh.
Foi em Bùi Chu que Đổng, um budista, se tornaria aliado do bispo Phạm Ngọc Chi, de sua diocese e do padre Hoàng Quỳnh. Em troca, esses católicos romanos se tornariam seus fiéis apoiadores tanto no Vietnã do Norte quanto no do Sul.
Em meados de 1954, ele foi enviado para a Coreia do Sul para participar de um treinamento militar especial. Retornando ao Vietnã logo após a Convenção de Genebra que dividiu o país em dois, Đổng, como Comandante da Academia Militar Quảng Yên, redistribuiu os recursos da academia e seu pessoal para o sul durante a Operação Passagem para a Liberdade.

### Guerra do Vietnã

#### De 1954 até o fim da 1ª República
Đổng teve um bom desempenho como militar. Foi reconhecido como um estrategista competente por seus superiores, que o promoveram continuamente nos primeiros 14 anos de sua carreira militar. De um começo humilde como um soldado comum em 1939, ele ascendeu gradualmente na hierarquia militar até a posição de Tenente-Coronel no final da Primeira Guerra da Indochina.
Após a divisão do Vietnã em dois países, o chefe-de-estado Bảo Đại levou seu governo para o sul, onde as disputas de poder entre diferentes grupos levariam a uma mudança no futuro político do país. No início de 1955, o primeiro-ministro Ngô Đình Diệm consolidou seu poder sobre o Vietnã do Sul, forçando o General Hinh a deixar o país e depois usando as forças armadas para derrotar as forças do Bình Xuyên, Hòa Hảo e Cao Đài. Então, em um referendo fraudado em 23 de outubro de 1955, Diệm derrubou Bảo Đại e fundou a República. Durante este tempo, Đổng era o Comandante da Zona Costeira (Liên Khu Duyên Hải). Após o referendo, Diệm comemorou sua ascensão ao poder promovendo todos os oficiais superiores. Apesar de apoiar o General Hinh, Đổng foi promovido a coronel. Ele permaneceria no comando da zona costeira até 25 de outubro de 1956, quando o presidente Diệm o transferiu para Sông Mao (Bình Thuận) para comandar a 3ª Divisão de Campanha, uma unidade composta inteiramente por soldados nùngs. O Tenente-Coronel Đỗ Mậu, o segundo em comando de Đổng, que era protegido de Diệm e membro do partido Cần Lao, foi promovido para substituí-lo. Ironicamente, Mậu mais tarde trairia Diệm em 1963.
O Coronel Đổng atraiu a atenção de Diệm ao se recusar a permitir que os quadros de Cần Lao conduzissem sessões de treinamento político para suas tropas. Além disso, ele também fez amizade e abrigou os remanescentes das forças derrotadas Bình Xuyên e Hòa Hảo.
Em março de 1958, o presidente Diệm, vendo que a 3ª Divisão de Campanha não era leal a ninguém além do Coronel Đổng, transferiu os soldados nùng para outras unidades do Exército. Em 1959, alguns soldados nùng deixaram o exército para se juntar ao Padre Nguyễn Lạc Hoá, um bom amigo de Đổng e um fervoroso padre anticomunista no recém-formado enclave Biệt khu Hải Yến ("Andorinhas do Mar") em Cà Mau. Đổng, que era autodidata em inglês, foi enviado para treinamento na Escola de Comando e Estado-Maior do Exército dos Estados Unidos (CGSC) em Fort Leavenworth, no Kansas.
Quando Đổng retornou ao Vietnã em 1959, ele foi nomeado Comandante Adjunto do III Corpo. Nesta posição, ele foi responsável pela condução de campanhas contra unidades do EPV e Viet Cong dentro do território do Corpo. Em dezembro de 1962, depois que um general americano havia aconselhado Diệm a promover Đổng a general e depois de ouvir outros conselheiros americanos elogiarem o coronel por suas habilidades de comando, o presidente rebaixou Đổng para Inspector-Geral de aldeias estratégicos do III Corpo.
Em agosto de 1963, os monges budistas causaram uma perturbação política, conhecida como crise budista. A este tumulto seguiria-se o golpe de 1º de novembro que derrubou o governo de Diem. Pouco antes do golpe de Estado, o presidente Diem tinha o coronel detido no Campo Lê Văn Duyệt por suspeita de que este último estava se preparando para lançar um golpe para derrubar o governo. A sua detenção afastou a suspeita do presidente de outros oficiais superiores, principalmente gerais Đôn, chefe de um grupo de conspiradores apoiado e financiado pela CIA; o oficial de ligação da CI,A Lucien Conein, deu a este grupo US$42.000. Em 2 de novembro, o General Dương Văn "Big" Minh, um protegido de Diem, ordenou ao seu guarda-costas, o Capitão Nguyễn Văn Nhung, e ao Major Dương Hiếu Nghĩa que torturassem e matassem os irmãos Ngô Đình. A maioria dos oficiais superiores vietnamitas suspeitou que o General Minh levou o Embaixador dos EUA, Henry Lodge, a sugestão de eliminar os irmãos"para impedir que qualquer coronel os traga de volta ao poder".
Vários generais do ARVN assumiram então a liderança do Vietnã do Sul. Disputas pelo poder, algumas delas influenciadas pelo monge Trí Quang, levariam a um período de instabilidade em todo o país. A estabilidade política só chegou em 1967, quando o Tenente-General Nguyễn Văn Thiệu e o Marechal do Ar Nguyễn Cao Kỳ foram eleitos líderes da 2ª República.

#### Os anos turbulentos (1964-1967)
Com a escalada da Guerra do Vietnã e com o aumento do envolvimento dos Estados Unidos, o papel do ARVN se tornou mais significativo, mas foi visto pela mídia ocidental como insignificante. Após o golpe, o Coronel Đổng serviu brevemente como Comandante da 7ª Divisão de Infantaria, período em que ganhou o apelido de "Tigre do Delta" por suas doze operações bem-sucedidas contra as tropas do Viet Cong e do EPV. No final de dezembro de 1963, ele foi abruptamente dispensado do comando da divisão e enviado para Taiwan como adido militar.
Retornando de Taiwan em maio de 1964, ele foi promovido a general-de-brigada pelo General Nguyễn Khánh. No final de outubro de 1964, foi promovido a major-general. Um mês depois, em 27 de novembro, foi nomeado governador-militar de Saigon (actual Cidade de Ho Chi Minh) e, simultaneamente, como comandante especial do Distrito Militar da Capital (em vietnamita:  Tư Lệnh Biệt Khu Thủ đô). Durante este período, Đổng formou e financiou o seu próprio grupo armado composto quase inteiramente por soldados nùngs.
Sendo encarregado de manter a capital segura nestes tempos difíceis, ele teve que lidar com um inimigo no Vietnã do Sul, o movimento de luta budista liderado por dois monges, Thích Trí Quang do grupo Ấn Quang e do Templo Nacional do Vietnã Thich Tam Chau (em vietnamita:  Thích Tâm Châu de Việt Nam Quốc Tự, VNQT). Ambos os monges queriam derrubar o governo do Vietname, ou pelo menos torná-lo ineficaz. O Primeiro-Ministro Trần Văn Hương, um budista, tomou uma posição firme contra o movimento para impedir o país de cair na anarquia. Durante esta turbulência, o primeiro-ministro apoiou plenamente o General quando este lidou eficazmente com protestos budistas e agitações de rua. As prisões foram limitadas, mas bem escolhidas, e quase todos os detidos eram agentes comunistas do grupo Ấn Quang. Certa vez, Đổng enviou dois batalhões para dispersar uma multidão violenta e armada de VNQT. Tâm Châu interrompeu suas atividades antigovernamentais após uma reunião com o General Nguyễn Khánh, enquanto Trí Quang continuou a causar agitação política. Documentos recentes desclassificados da CIA sugerem que o movimento budista foi infiltrado por agentes vietcongues. O próprio Tâm Châu publicou um Livro Branco em 1993 acusando Trí Quang de ser um homem sedento de poder, manipulado pelo Vietnã do Norte e de abrigar agentes comunistas. Um relatório desclassificado da Sûreté francesa mostrou que Trí Quang ingressou no Partido Comunista da Indochina em 1949, um fato que o ex-vice-primeiro-ministro da República Socialista do Vietnã, Tố Hữu, confirmou orgulhosamente em 2000.
Em janeiro de 1965, Trí Quang pressionou com sucesso o Chefe de Estado Nguyễn Khánh a demitir o PM Hương. Um mês depois, o Dr. Quát, um budista devoto e ex-ministro da Defesa, foi escolhido para formar um novo governo. Mesmo sem Hương para apoiar suas ações, o general não hesitou em prender agentes comunistas, muitos dos quais se disfarçaram de monges do movimento budista. Seu sucesso em impedir que Trí Quang derrubasse o governo levou o Conselho das Forças Armadas (em vietnamita:  Hội Đồng Quân Lực) a nomear o general Uỷ Viên An-Ninh (Comissário de Segurança) em março, logo após seu amigo Nguyễn Khánh ser forçado a renunciar e deixar o país.
Enfurecido pela ação do AFC, Trí Quang manipulou Quát, Thiệu e Kỳ para demitir o general de seus cargos de governador militar e Comandante do Distrito Militar da Capital Especial. Um memorando desclassificado recente da CIA mostrou Thiệu como aquele que solicitou ao general "Pequeno" Minh, o Chefe do Estado-Maior, que investigasse Đổng por proteger operações de jogos de azar, uma alegação que Minh contestou e se recusou a fazer o que foi pedido. O mesmo memorando mostrou Quát querendo demitir o general por ser um encrenqueiro e Kỳ alegando que Đổng era corrupto. Todas as suas ações contra o general ocorreram após a acusação contínua de Trí Quang de que Đổng era pró-católicos e talvez até pró-Diệm. O monge citou as ações inexplicáveis do general em relação a alguns membros do povo de Diệm como evidências, tais como: proteger Lê Văn "Branco" Thái (assistente do Dr. Tuyến), ou defender Trần Quốc Bửu (cofundador do partido Cần Lao) e Mã Tuyên (chefe dos chineses Triều Châu em Saigon).
Durante dois anos após a demissão, Đổng permaneceu na política. Ele manteve contato com dois amigos que foram exilados por Kỳ: Nguyễn Chánh Thi, que ficou do lado dos monges durante a Crise Budista no Vietnã Central, e Nguyễn Khánh, que era muito contra a intervenção americana nos assuntos vietnamitas. Durante esse período, ele foi enviado para várias missões especiais no exterior, principalmente para a Tailândia, onde seu amigo e antigo apoiador de Diệm, o general Thái Quang Hoàng, era o embaixador. Em junho de 1967, Kỳ forçou o general a se aposentar.
A aposentadoria não impediu Đổng de se dedicar aos assuntos militares e sociais. Ele continuou a manter contato com os oficiais generais do ARVN para saber sobre o moral das tropas e orientou oficiais juniores em táticas. Ele também continuou a servir os militares das forças armadas ao ser cofundador de uma associação para combatentes antigos e atuais, a Hiệp Hội Chiến Sĩ Tự Do. Ele trabalhou com o brigadeiro australiano Ted Serong em um plano de defesa para o país caso os EUA decidissem interromper toda a ajuda militar. Mais perto de casa, ele continuou a treinar seu exército particular de soldados nùngs.

#### Do auge da carreira política ao exílio
De 1969 a 1974, o General Đổng serviu aos militares em uma função diferente: Ministro dos Veteranos de Guerra (equivalente ao Secretário de Assuntos de Veteranos dos EUA). Durante esse período, ele trabalhou com a Alemanha Ocidental para obter apoio financeiro e médico para veteranos aleijados. Seu relacionamento com autoridades alemãs em Oberhausen fez com que órfãos militares ou filhos de veteranos aleijados fossem para lá para continuar seus estudos. A maioria dos alunos veio das sete escolas Quốc Gia Nghĩa Tử patrocinadas pelo ministério. Os laços pessoais do Ministro Đổng com autoridades australianas, taiwanesas e sul-coreanas beneficiaram os veteranos vietnamitas. Durante sua gestão, Austrália, Taiwan e Coreia do Sul forneceram financiamento e treinamento muito necessários a veteranos estropiados em instalações vocacionais. Sua amizade com o conselheiro americano Shelby Robert e sua esposa Miriam também beneficiou o ministério. Em abril de 1973, a Igreja Presbiteriana Robert e Gettysburg doaram várias cadeiras de rodas e forneceram financiamento para treinar um médico vietnamita do ministério. Mais tarde naquele ano, o ministro viajou para os Estados Unidos e vários países da Europa Ocidental para pedir ajuda financeira. A viagem rendeu bons resultados: várias faculdades dos EUA forneceram financiamento ao ministério para seu centro de próteses. Em particular, a Universidade Estadual de Ohio enviou professores para treinar professores e ensinar os alunos da QGNT em três cursos especiais: digitação, contabilidade e economia doméstica.
O presidente Thiệu, no poder desde 1967, estava se tornando um ditador. Em 1974, ele havia prendido milhares de opositores e aumentado o número de execuções. Manifestações de protesto em massa lideradas por líderes da oposição em Saigon fizeram com que Thiệu reorganizasse seu gabinete em uma tentativa de acalmar a oposição. Ele também aproveitou a ocasião para se livrar de potenciais ameaças ao seu poder. O ministro Đổng, com seu próprio exército particular e considerado por Thiệu como uma ameaça potencial, foi demitido do gabinete em fevereiro de 1974 e dois meses depois preso sem julgamento por acusações de corrupção. Jornais e canais de televisão administrados pelo governo lançaram então uma campanha de humilhação pública contra o ministro, acusando-o de corrupção e de conspirar contra o governo. Em junho, uma comissão especial absolveu o ministro de todas as acusações após ouvir depoimentos de altos funcionários do ministério. Ainda assim, Đổng só foi libertado em julho, depois que Trần Quốc Bửu, chefe da Tổng Liên Đoàn Lao Công (Confederação do Trabalho Vietnamita, o equivalente à AFL-CIO americana), e o Padre Hoàng Quỳnh dos Católicos do Norte pressionaram Thiệu a fazê-lo.
Após a sua libertação, o General Đổng passou o seu tempo a orientar altos oficiais do exército e a aconselhar os líderes civis da oposição sobre tácticas contra o presidente Thiệu. A invasão comunista em 1975 interrompeu sua tentativa de retornar ao poder político. Durante a queda de Saigon, ele e sua família conseguiram escapar em um C130 da Força Aérea dos EUA que os levou para Guam e depois para os Estados Unidos, onde lhe foi oferecido asilo político.

## Vida pessoal
Nas horas vagas, Pham Van Dong escrevia poemas para relaxar sob o pseudônimo de Nùng Khánh Lâm. Em 1944, enquanto estava em Móng Cái, ele escreveu poemas para cortejar uma mulher nùng, Lê Thị Lý (1919–1992). Eles se casaram e tiveram cinco filhos. Depois de chegar aos Estados Unidos e se estabelecer no Condado de Arlington, na Virgínia, Đổng ocasionalmente serviu como tradutor em projetos especiais para o Departamento de Defesa antes de se aposentar em 1982 para cuidar de sua esposa, que havia sofrido um derrame.
Dois anos após a morte de Lý, Đổng se casou novamente com Mỹ-Lan Trịnh, de quem adquiriu três enteadas. Em 1996, ele e sua nova família se mudaram para a Filadélfia, na Pensilvânia, onde morreu de insuficiência cardíaca congestiva em 26 de novembro de 2008. O Major-General Phạm Văn Đổng deixa sua segunda esposa Mỹ-Lan, cinco filhos, três enteados, nove netos e três bisnetos.

## Condecorações
O General Phạm Văn Đổng recebeu as seguintes condecorações e prêmios pessoais vietnamitas e estrangeiros (as citações de unidades não estão listadas):

### Condecorações do Vietnã
- Oficial da Ordem Imperial do Dragão de Anam
- Comandante da Ordem Nacional do Vietnã
- Ordem de Serviço Distinto do Exército, Primeira Classe
- Cruz de Galanteria, com 18 citações – Palmas & Estrelas de Ouro
- Medalha de Mérito Chuong My, 1ª Classe
- Medalha de Desenvolvimento Étnico, 1ª Classe

### Condecorações estrangeiras
- França:
  -  Cavaleiro da Legião de Honra
  -  Oficial da Ordem Nacional do Mérito
  -  Cruz de Guerra com Estrela de Bronze
  -  Cruz de Guerra dos Teatros de Operações Exteriores com 2 palas de prata e 4 citações de bronze
  -  Cruz do Combatente Voluntário
  -  Medalha Colonial
  -  Medalha de Honra por Coragem e Devoção
  -  Medalha Comemorativa Francesa da Guerra de 1939-1945
  -  Medalha Comemorativa da Campanha da Indochina
- Taiwan:
  -  Ordem do Céu Azul e do Sol Branco com Grande Cordão
  -  Ordem da Estrela Brilhante, 1ª Classe
- Coreia do Sul:
  -  Ordem do Mérito Militar, Medalha Eulji
  -  Ordem de Mérito de Serviço, 2ª Classe
- Thailand:
  -  Comendador da Ordem do Elefante Branco